# الكهف (فلم 2019)
الكهف هو فيلم وثائقي سوري- دنماركي، من إخراج فراس فياض وإنتاج عام 2019، من قبل ناشيونال جيوغرافيك والأفلام الوثائقية الدنماركية. في هذا الفيلم، كما في فيلمه السابق، آخر رجال حلب، يظهر فراس فياض منطقة المعارضة المحاصرة خلال الحرب الأهلية السورية. تدور أحداث فيلم "الكهف" حول الدكتورة أماني بلور، وهي طبيبة شابة في دوما بالغوطة، تدير مستشفى مؤقتًا تحت الأرض (الكهف)  ").

## الإنتاج
يريد فراس فياض من خلال أفلامه أن يظهر الحرب والواقع الذي يعيشه المدنيون السوريون. وعلى الرغم من الاعتقال والتعذيب، فهو يريد الاستمرار في الإدلاء بشهادته. تم تصوير الفيلم من قبل طاقم يعيش في الغوطة، ويظهر الحياة فوق وتحت الأرض مع هطول القنابل واندفاع الضحايا إلى مكان الحادث، وظل فراس فياض على اتصال يومي مع الطاقم في الموقع.
وذكر فياض في إحدى المقابلات أن هدفه من صنع الفيلم كان عرض أدلة وثائقية يمكن استخدامها لتحقيق العدالة لضحايا الحرب الأهلية الأبرياء. « يجب أن يضع الفيلم الناس في وضع غير مريح للنظر إلى الواقع الرهيب من حولنا » يصرح.
اختار أن يتبع أماني بلور، طبيبة الأطفال الشابة المنتخبة لإدارة المستشفى، ليس فقط لعملها البطولي، ولكن أيضًا لمكانتها كامرأة ونسوية في مجتمع أبوي.

## الترشيحات
على موقع Rotten Tomatoes، حصل الفيلم على نسبة موافقة 97% بمتوسط تقييم 9.64/10، بناءً على 59 مراجعة. الموقع يقول « فيلم وثائقي قوي يحتوي على صور قوية مثل رسالته، ويطرح فيلم "الكهف" أسئلة ملحة ومفجعة - ويترك للمشاهد الإجابة عليها .[7] ».
عُرض الفيلم لأول مرة في مهرجان تورونتو السينمائي الدولي عام 2019، حيث فاز بجائزة اختيار الجمهور للأفلام الوثائقية. وتصفه المراجعة كارلوتا موسيجوي بأنه  عمل مرجعي عن الحرب الأهلية السورية.
رشح الكهف لأفضل فيلم وثائقي في حفل توزيع جوائز الأوسكار 92.
حصل "الكهف" على جائزة الفيلم الوثائقي الأكثر إثارة للقلق وجائزة الصحافة والنقاد في مهرجان رامدام تورناي 2020.

## وصلات خارجية
- مقالات تستعمل روابط فنية بلا صلة مع ويكي بيانات

الموقع الرسمي

### الموارد السمعية والبصرية
- على موقع آي إم دي بي

- المرصد الأوروبي السمعي البصري

- بوابة الفيلم

- أول موفي

- قاعدة بيانات الأفلام

- روتن توميتوز